# Palazzo Pesaro Papafava

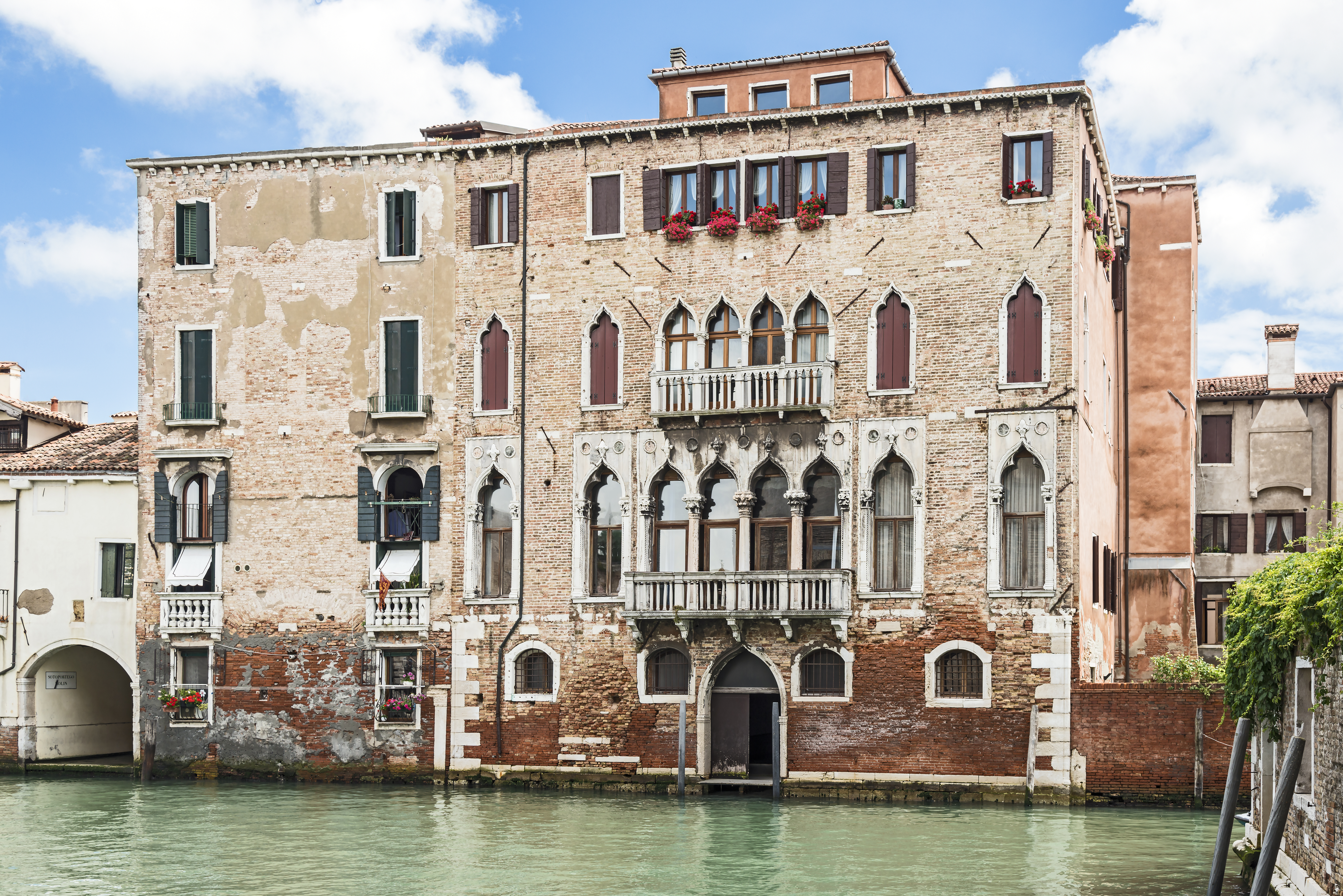
Hauptfassade des Palazzo Pesaro Papafava

Der Palazzo Pesaro Papafava ist ein Palast in Venedig. Er liegt im Sestiere Cannaregio mit Blick auf den Canale della Misericordia gegenüber der Scuola Grande di Santa Maria della Misericordia.

## Geschichte
Der Palast geht auf das 15. Jahrhundert zurück. Er gehörte der Familie Pesaro bis zur Heirat von Pesarina Pesaro mit Bonifacio Papafava, die 1615 gefeiert wurde.
Um den Palast kommerziell zu nutzen, findet dort seit geraumer Zeit jeweils am 1. März der Gran Ballo della Dogaressa statt.

## Beschreibung
Es handelt sich um einen Palast, dessen Fassade sich über vier Stockwerke erstreckt und durch das Vorherrschen von gotischen Elementen edel wirkt. Die Ausdruckskraft der Front konzentriert sich in der Mittelachse, die durch übereinander angeordnete Vierfachfenster mit kleinen Balkonen gebildet wird. Darunter gibt es wertvollere und einfachere. Jedes der Vierfachfenster wird von zwei Paaren von Einfachfenstern flankiert, eines auf jeder Seite. Im Erdgeschoss liegen ein Spitzbogenportal zum Wasser und daneben vier Einfachfenster. Der linke Teil, der Rundbogenöffnungen zeigt, stammt aus jüngerer Zeit.